# Christof Griese
Christof Griese (* 1957 in Beckum) ist ein deutscher Jazzmusiker (Saxophon und Querflöte), -komponist und -arrangeur. Er lebt in Berlin und ist Leiter der Abteilung Jazz und Perkussion an der Musikschule Charlottenburg-Wilmersdorf.

## Leben und Wirken
Griese studierte Saxophon und Querflöte an der Hochschule der Künste Berlin und bildete sich anschließend u. a. bei David Liebman, Evan Parker, Steve Lacy und Bernd Konrad fort. 1982 gründete er seine erste Formation Ocus Pocus. Im Folgejahr war er Gründungsmitglied des Berliner Saxophon Quartetts, das sich in den Bereichen Klassik, Neue Musik und Jazz bewegt. Das Quartett unternahm zahlreiche Tourneen durch Europa, gastierte 1993 und 1997 in den USA und trat in der Carnegie Hall in New York mit Werken zeitgenössischer US-amerikanischer Komponisten auf.
1987 gründete er die Berlin Jazz Composers Big Band Jay Jay Be Ce, deren Leiter er bis heute ist und mit der er bislang sechs CDs veröffentlicht hat. Die Band ist ein Projekt der Musikschule Charlottenburg-Wilmersdorf.
1993 beschäftigte er sich mit Rap und Hip-Hop mit dem Projekt Juiceful Jazz. Eine musikalische und personelle Brücke zwischen Polen und Deutschland schlug er im gleichen Jahr mit der Band New Way Out, als er mit den polnischen Musikern Leszek Możdżer und Piotr Wojtasik zusammenarbeitete.
1998 begann die Arbeit mit dem Double Bass Project. Griese hat bislang rund drei Dutzend CDs veröffentlicht und dabei u. a. mit Lito Tabora, Michael Schiefel, David Milne, Gebhard Ullmann, Paul Brody, Niko Schäuble, Tal Balshai und Tony Buck im Studio gestanden. Er tritt regelmäßig mit verschiedenen Formationen in den Berliner Jazzclubs und in ganz Deutschland auf.
Christof Griese engagiert sich besonders in der Kinder- und Jugendmusikschularbeit. So hat er die Kinderjazzband Blackcat – in der Kinder und Jugendliche im Alter von neun bis 16 Jahren mitspielen – mehrfach erfolgreich in Wettbewerbe geführt.
Zu seinem 50. Geburtstag brachte RBB radio kultur am 7. Juli 2007 eine einstündige Sendung von Ulf Drechsel: Christof Griese – Der stille Macher.

## Projekte und Formationen
- Berliner Saxophon Quartett (Clemens Hoffmann, Matthias Zippel bzw. Theo Nabicht, Friedemann Graef, Christof Griese)
- Berlin Jazz Composers Orchestra – JayJayBeCe
- Reedstorm Saxophone-Quartet (Roland Schmitt, Michael Scheunemann, Torsten Piper, Dagmar Thimm, Christof Griese)
- Tuba Vibes Project (Franz Bauer, Stefan Gocht, Denis Stilke, Christof Griese)
- Christof Griese – Christian Kappe-Quintett (Dirk Strakhoff, Rainer Winch, Johannes Kersthold, Christian Kappe, Christof Griese)
- Christof Griese Quartett (Franz Bauer, Horst Nonnenmacher, Niko Schäuble, Christof Griese)
- The Art of Duo (Tal Balshai, Christof Griese)

## Diskografische Hinweise
- Fences: Maikäfer. FMP 1981
- Berliner Saxophon Quartett: J.S.Bach – Die Kunst der Fuge.  cpo 1991[1]
- Between the Chapters. Juiceful Jazz. Juiceful Records 1995
- Christof Griese Quartett 52nd Return.  (Kirk Nurock, Leslaw Mozdzer, Ed Schuller, Niko Schäuble). Jazz4Ever Records 1996
- words. MoGriNoS. (Leslaw Mozdzer, Horst Nonnenmacher, Niko Schäuble, Christof Griese). Futurex Records, Polen 1998
- Affinities – My Berlin Phonebook. (Sören Fischer, Paul Brody, Tal Balshai, Eric St. Laurent, Martin Lillich, Tony Buck, Christof Griese). BIT 2000
- Double Drums Project. (Niko Schäuble, Tony Buck, Martin Lillich, Eric St. Laurent, Christof Griese) BIT 2002
- Musique pour faire plaisir. Berliner Saxophon Quartett. RBB radio kultur/BIT 2003
- Christof Grieses JayJayBeCe – 20 Jahre JayJayBeCe. Berlin Jazz Composers Orchestra. RBB radio kultur/BIT 2007
- The Art of Duo (Tal Balshai, Christof Griese). RBB radio kultur/BIT 2007
- Brasil Jazz Quartet (Bellheim 2011)